# 1996년 하계 올림픽 조지아 선수단
1996년 하계 올림픽 조지아 선수단은 미국 애틀란타에서 열린 1996년 하계 올림픽에 참가한 올림픽 조지아 선수단이다. 이전에는 조지아 출신 선수가 1992년 하계 올림픽에서 독립 국가 연합 대표로 참가했다. 34명의 선수가 13개의 종목에 참가했다.

## 메달리스트

### 동메달
- 소소 리파르텔리아니 - 유도 남자 하프미들급
- 엘다르 쿠르타니제 - 레슬링 남자 자유형 라이트헤비급

## 양궁
여자 개인전:
- 하토우나 쿠리비치빌리 - 64강에서 49위 (0-1)

## 육상
여자 포환던지기:
- 엘비라 우루소바
  - 예선 - 17.69m (→진출 실패)

## 복싱
남자 라이트급:
- 코바 고골라제
  1. 1라운드 - 리 철 (북한)을 17-9로 제치고 승리
  2. 2라운드 - 줄리오 발라다레스 (쿠바)를 14-9로 제치고 승리
  3. 8강 - 레오나르드 도로프테이 (루마니아)에게 8-17로 패배